# Boasjön (Torpa socken, Småland)
Boasjön är en sjö i Ljungby kommun i Småland och ingår i Lagans huvudavrinningsområde. Sjön är 13,9 meter djup, har en yta på 0,32 kvadratkilometer och är belägen 144 meter över havet. Vid provfiske har bland annat abborre, braxen, gers och gädda fångats i sjön.

## Delavrinningsområde
Boasjön ingår i det delavrinningsområde (629137-136603) som SMHI kallar för Mynnar i Bolmån. Medelhöjden är 155 meter över havet och ytan är 42,58 kvadratkilometer. Räknas de 3 avrinningsområdena uppströms in blir den ackumulerade arean 121,65 kvadratkilometer. Torpaån som avvattnar avrinningsområdet har biflödesordning 3, vilket innebär att vattnet flödar genom totalt 3 vattendrag innan det når havet efter 103 kilometer. Avrinningsområdet består mestadels av skog (65 procent) och sankmarker (11 procent). Avrinningsområdet har 0,86 kvadratkilometer vattenytor vilket ger det en sjöprocent på 2 procent.

## Fisk
Vid provfiske har följande fisk fångats i sjön:
- Abborre
- Braxen
- Gärs
- Gädda
- Lake
- Mört
- Sik